# Diaris d'Anaïs Nin

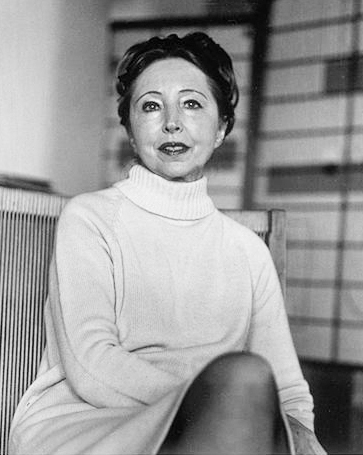
Anaïs Nin a Nova York durant els anys 70, fotografia d'Elsa Dorfman.

Els Diaris d'Anaïs Nin formen en el seu conjunt una de les obres més conegudes i valorades de la producció de l'escriptora en llengua anglesa Anaïs Nin. La seva importància en la literatura del segle XX és indiscutible, i la seva influència ha estat gran, tant en termes literaris com per a la totalitat de la consciència del feminisme. La seva presa de consciència artística i la seva tensa relació amb el món bohemi francès i nord-americà del modernisme, molt dominat per homes, és descrita en els Diaris. La seva representació del sexe és franca i oberta, presentada des d'una òptica alliberada, sense deixar de presentar els problemes d'una consciència tràgica del món i la sexualitat. És notable per la seva obertura respecte a temes com les diferents gammes de la bisexualitat i homosexualitat, i la seva descoberta, així com traumes i tabús socials com l'incest.
Tot i que els Diaris ja eren coneguts i molt apreciats per artistes com Henry Miller abans de la seva publicació, van veure la llum de forma pòstuma. L'autora els va voler publicar a partir dels anys 30, però a causa de les seves dimensions i per problemes relacionats amb la censura no ho van fer fins molt més tard, a partir de 1966. Aquell any van començar a aparèixer versions retallades (expurgated), mentre que les versions íntegres (unexpurgated) no estarien a l'abast del públic fins als anys 80.
Anaïs Nin va escriure des dels 11 anys en forma de diari, si bé ella no va oferir per a la seva publicació aquestes pàgines, sinó material més recent. Alguns d'aquests escrits primerencs han estat recollits sota el nom de The Early Diary of Anaïs Nin, en quatre volums. Els diaris pròpiament dits daten, però, dels anys que van des de 1931 fins al 1974, tres anys abans de la seva mort. L'escriptora va deixar instruccions precises al seu darrer marit, Rupert Pole, que els diaris no havien de veure la llum en la seva integritat fins que no hagués tingut lloc la mort de Hugh Guiler, el seu primer marit i que apareix en el primer dels volums no retallats.

## Suposat origen dels Diaris
S'ha situat retrospectivament, a partir de les mateixes paraules de l'autora, l'inici de l'escriptura dels Diaris al vaixell de vapor Montserrat, durant el viatge de Barcelona a Nova York, a l'edat d'onze anys. La travessia, en la qual Anaïs viatjava amb els seus dos germans i la seva mare, Rosa Culmell, va donar lloc per una carta al seu pare, el compositor Joaquim Nin i Castellanos. El seu pare havia abandonat a la mare, que havia decidit endur-se els seus fills a Nord-amèrica. Anaïs no va tornar a veure el seu pare fins a l'any 1933, si bé ell seguiria sent una figura important en la seva vida, i un tema recurrent al qual faria referència durant molts anys.

## Recepció
Tot just després de la seva publicació als anys 60, Karl Shapiro, poeta guanyador del Premi Pulitzer escrigué a la revista Book Week: "Des de fa una generació, el món literari de tots dos costats de l'Atlàntic ha viscut entre els rumors d'un diari extraordinari. Durant molts de temps se n'ha esperat la publicació. Miss Nin va viure durant aquells anys que van produir un gran espasme de creació artística. En la seva vida cosmopolita ha conegut a escriptors, pintors, músics, ballarins i actors. Ella mateixa era un dels talents centrals d'aquella època. Els primers lectors del manuscrit el discutien [el seu diari] en termes hiperbòlics, com una obra que ocuparia un gran lloc entre les grans revelacions literàries. Finalment, apareix un fragment important d'aquest diari i sembla que les esperances eren fundades."
Erica Jong n'ha comentat que "Anaïs Nin ha aconseguit expressar tot allò que els llibres de dones han deixat de costat durant segles […] No només ha trencat el tabú sinó que ha tingut l'audàcia d'escriure'l […] Allò que Nin ha creat és ni més ni menys que un mirall de la vida. Les fluctuacions d'estats d'ànim, de l'odi a l'amor, que marquen la nostra fràgil humanitat, són vistes en procés com mai. Feia allò que Proust, Joyce i Miller estaven fent, però des d'una consciència femenina […] Sigui adorada o denigrada, l'important és que sigui llegida".

## Psicoanàlisi
Un dels temes principals que apareixen al llarg d'aquests volums és la seva consulta del mètode psicoanalític, l'efecte que té sobre la seva vida i, naturalment, la influència que en rep a l'hora d'expressar les seves vivències i sentiments, i sobre la seva aproximació a l'estil literari. Diu Guadalupe Ángeles en el seu estudi que la relació d'Anaïs Nin amb aquesta disciplina va néixer arran de la seva necessitat de conciliar totes les parts i matisos de la seva personalitat i vida. "El somni i la realitat, el sentiment i l'intel·lecte, el compromís i la reserva, l'acció i la contemplació, l'ésser real i l'ésser simbòlic". El primer psicoanalista amb qui va consultar va ser René Allendy, si bé el tractament no va durar gaire temps, ja que el psicoanalista va intentar emmotllar-la a una normalitat, cosa que va semblar violenta i disruptiva a Anaïs. La seva visió de l'amor, segons Allendy, havia de canviar. L'havia de viure com quelcom agradable i lleuger, despullar-lo del seu aspecte tràgic. Més endavant va consultar amb el doctor Otto Rank, a qui coneixia a través de la seva obra, i que va ajudar a Anaïs tractant aspectes més artístics, que eren la seva especialitat. La neurosi, segons Rank, és la "manifestació d'una imaginació i energies desencaminades", "una neurosi és una obra d'art fallida, i el neuròtic un artista fallit." Tots dos es van enamorar, si bé la seva relació va tenir matisos i contradiccions.

## Relació amb la seva narrativa de ficció
Alguns dels relats escrits per Anaïs Nin provenen de fragments dels seus Diaris, llimats i adaptats per una consciència diferent, la que correspon a la ficció. Gairebé tota la seva prosa d'invenció, però, té característiques semblants a la seva diarística. Són narracions generalment breus, en primera persona, molt confessionals. El grau de metaforització que presenten els elements dels contes és molt gran, amb molta participació dels sentits i la percepció en l'elaboració del simbolisme que els impregna. L'any 1944, als Estats Units, va reelaborar alguns d'aquests fragments, que van convertir-se en els contes del volum Under a glass bell (Sota una campana de vidre). Aquestes narracions inclouen personatges reals transfigurats com ara "la Veu", variant gairebé mística de la figura del psicoanalista Otto Rank; "el ratolí", que és la seva criada Albertine, o fins i tot la barcassa en la qual vivia, que és descrita en termes de fragilitat, com un símbol de la seva existència. En paraules de la mateixa Anaïs Nin, aquests relats volen copsar una "experiència lírica de la realitat".

## Els volums dels Diaris
- The Journals of Anaïs Nin, Volume 1: 1931-1934. Londres: Peter Owen, 1966. El primer volum, que recull els anys de 1931 a 1934, mostra a l'autora vivint a la localitat de Louveciennes, prop de París, amb el seu marit Hugh Parker Guiler (Hugo), tot i que el seu nom no apareix en aquest volum. Hi apareix la seva relació amb l'escriptor Henry Miller, la seva introducció a la psicoanàlisi del doctor vienès Otto Rank i de Rene Allendy, així com la publicació del seu estudi sobre D.H. Lawrence.
- The Journals of Anaïs Nin, Volume 2: 1934-1939. Londres: Peter Owen, 1967. En el segon volum (1939-1944), Anaïs Nin ja és una artista reconeguda, sota les influències dels escriptors i psicoanalistes que graviten al seu voltant. Té lloc durant la Segona Guerra Mundial, que hi apareix com el seu rerefons dramàtic.
- The Journals of Anaïs Nin, Volume 3: 1939-1944. Londres: Peter Owen, 1969. El tercer volum (igualment 1939-1944) es concentra en la seva arribada a Nord-amèrica i la recepció del públic dels Estats Units, la guerra segueix en curs i la gent que ella coneixia a la capital francesa s'ha dispersat.
- The Journals of Anaïs Nin, Volume 4: 1944-1947. Londres: Peter Owen, 1971. El quart volum (1944-1947) fa servir una forma més fragmentària que els anteriors, alhora que conté reflexions profundes sobre la vida i la literatura. És l'època en què ella deixa parcialment el seu passat underground i comença a publicar de manera comercial.
- The Journals of Anaïs Nin, Volume 5: 1947-1955. Londres: Peter Owen, 1974. El cinquè volum (1947-1955) és fragmentari com l'anterior, i cobreix un nombre d'anys superior als que el precedeixen. Reflecteix la vida de l'escriptora, que s'ha tornat més caòtica i variada, entre diverses ciutats com Ciutat de Mèxic, Los Angeles, Nova York, San Francisco i París. La mort dels seus pares ocupa bona part dels seus pensaments.
- The Journals of Anaïs Nin, Volume 6: 1955-1966. Londres: Peter Owen, 1976. El sisè volum (1955-1966) torna a incrementar l'espai biogràfic, cobrint onze anys de la seva vida, alhora que és també un volum més gruixut. La seva estructura deixa la fragmentació anterior. Finalitza amb l'any en què publica el primer dels seus diaris.
- The Journals of Anaïs Nin, Volume 7: 1966-1974. Londres: Peter Owen, 1980 El setè i darrer volum (1966-1974) és el període en el qual Anaïs Nin es troba en la plenitud del seu èxit com a escriptora. Els anys 80 veuran les versions no censurades d'aquests volums, editades separadament.

## Volums no censurats
Els volums amb les entrades de diari no censurades es troben sota els noms de:
- Fire: From "A Journal of Love": The Unexpurgated Diary of Anaïs Nin, 1934-1937. San Diego: Harcourt Brace, 1995.
- Henry and June: From "Journal of Love": The Unexpurgated Diary of Anaïs Nin. San Diego: Harcourt, Brace Jovanovich, 1986.
- Incest: From "A Journal of Love": The Unexpurgated Diary of Anaïs Nin, 1932-1934. San Diego: Harcourt, Brace Jovanovich, 1992.
- Nearer The Moon: From "A Journal of Love": The Unexpurgated Diary of Anaïs Nin, 1937-1939. Nova York: Harcourt, Brace & Company, 1996.

## Traduccions dels seus diaris al català
- Henry i June. Traducció de Núria Ribera i Górriz. Barcelona: Edicions 62, 1994.